# Alcinópolis
Alcinópolis est une municipalité brésilienne de l'État de Mato Grosso do Sul et la Microrégion du Haut-Taquari.